# Логі Томассон
Логі Томассон (ісл. Logi Tómasson, нар. 13 вересня 2000, Рейк'явік, Ісландія) — ісландський футболіст, фланговий захисник норвезького клубу «Стремсгодсет» та національної збірної Ісландії.

## Ігрова кар'єра

### Клубна
Логі Томассон є вихованцем столичного клубу «Вікінгур». У 2018 році футболіста внесли в заявку першої команди перед сезоном чемпіонату країни. Але на початку для набору ігрової практики Томассона відправили в оренду у клуб Першого дивізіону «Троттур». Пізніше Логі другу половину сезону 2020 року також грав в оренді в клубі «Хабнарфьордюр».
За часи виступів у складі «Вікінгура» Томассон двічі ставав чемпіоном Ісландії та виграв три національних Кубки.
У серпні 2023 року Томассон перейшов до норвезького клубу «Стремсгодсет». Контракт підписано до кінця 2026 року.

### Збірна
6 листопада 2022 року в товариському матчі проти команди Саудівської Аравії Логі Томассон дебютував у складі національної збірної Ісландії.

## Титули
Вікінгур
 Чемпіон Ісландії (2): 2021, 2023
 Переможець Кубка Ісландії (3): 2019, 2021, 2022
 Переможець Суперкубка Ісландії: 2022